# Bailleul (Somme)
 Bailleul  es una comuna y población de Francia, en la región de Picardía, departamento de Somme, en el distrito de Abbeville y cantón de Hallencourt.
Su población en el censo de 1999 era de 232 habitantes.
Está integrada en la Communauté de communes de la Région d'Hallencourt.

## Demografía
| 240 | 255 | 226 | 248 | 223 | 232 |
| Para los censos de 1962 a 1999 la población legal corresponde a la población sin duplicidades (Fuente: INSEE [Consultar]) |     |     |     |     |     |